# Гордієнко Тамара Митрофанівна
Тама́ра Митрофа́нівна Гордіє́нко (нар. 1949, м. Севастополь) — українська письменниця, член Національної спілки письменників України (1994).

## Біографія
Народилася 5 березня 1949 року в м. Севастополі (Крим). Закінчила факультет журналістики Далекосхідного державного університету (Владивосток, Росія, 1981). Працювала бібліотекаркою у військовій частині, старшим редактором Севастопольської телерадіокомпанії, літредактором газети «Флот України». Після окупації Криму виїхала і стала на облік Київської організації НСПУ.

## Літературна діяльність
Поетеса, прозаїк, перекладач. Друкується з 1971 року. Пише російською і українською мовами. Вагома частина ранніх і довоєнних творів надрукована під прізвищем Дяченко.

Авторка 14 різножанрових книг для дорослих та дітей, зокрема:
- рос. «Офицерские жены» (1989);
- рос. «Морячка» (1990);
- рос. «Времена жизни» (2007);
- «Гілка Шевченкового роду» (2007);
- рос. «Тайна Фиолентового грота» (2007);
- «Невипадкова зустріч» (2007);
- рос. «Чтобы доброе в людях увидеть» (2009);
- «Постаті шани» (2010);
- рос. «Сторож брату моему» (2012);
- «Як важко входжу в Храм поезії» (2013);
- рос. «На плечи небо звездное взвалив…» (2017).

Має публікації у колективних збірниках та періодичних виданнях України, РФ, Казахстану, Білорусі, Болгарії, Німеччини, США.
Переклала російською мовою повісті В. Васильчука «Чорнобильські поневіряння Бучі», М. Якубовської «Фотокартки з альбому», окремі вірші Л. Костенко, І. Драча, В. Базилевського, М. Сома, Д. Креміня, П. Гірника, І. Павлюка, М. Пасічника та ін. Деякі твори Т. Гордієнко перекладені українською, болгарською, грузинською та польською мовами.

## Відзнаки
Заслужений журналіст України. Нагороджена Почесною відзнакою НСПУ, Почесним знаком Держтелерадіокомітету України. Лауреат премій ім. М. Гумільова, ім. Ю. Долгорукого, ім. Л. Толстого, ім. В. Юхимовича, ім. М. Матусовського, ім. Ю. Каплана, низки міжнародних конкурсів і фестивалів.